# Цыдики (Берестовицкий район)
Цыдики (бел. Цыдзікі) — деревня в Берестовицком районе Гродненской области Беларуси. Входит в состав Эйсмонтовского сельсовета.

## География
Деревня находится в западной части Гродненской области, к востоку от реки Свислочи, на расстоянии приблизительно 24 километров (по прямой) к северо-северо-востоку от городского посёлка Большая Берестовица, административного центра района. Абсолютная высота — 116 метров над уровнем моря. Площадь населённого пункта — 0,1949 км².

## История
По состоянию на 1905 год, в Цидзиках проживало 70 человек. В административном отношении деревня входила в состав Богородицкой волости Гродненского уезда Гродненской губернии.
Согласно Рижскому мирному договору (1921), деревня вошла в состав межвоенной Польши. Входила в состав гмины Вельке-Эйсымонты Гродненского повета Белостокского воеводства. В 1921 году числился 81 житель, проживавший в 12 домах. В этническом составе населения того периода поляки составляли 56,8 %, белорусы — 43,2 %. В конфессиональном составе населения преобладали католики (54,3 %) и православные христиане (45,7 %).
С 1939 года в БССР. До 23 марта 1964 года деревня входила в состав Жукевичского сельсовета.

## Население
По данным переписи 2019 года, в деревне проживало 5 человек.
| Год  | Население, человек |
| ---- | ------------------ |
| 1905 | 70                 |
| 1921 | ↗ 81               |
| 2009 | ↘ 15               |
| 2019 | ↘ 5                |